# Magnetohidrodinamika
Magnetohidrodinamika (MHD) tudi (dinamika magnetnih fluidov ali hidromagnetika) je študija dinamike (mehanike) električno prevodnih tekočin. Primeri takih tekočin so plazma, tekoče kovine, slana voda in elektroliti. S študijo na tem področju je začel Hannes Alfvén in dobil Nobelovo nagrado za fiziko leta 1970. 
Magnetna polja povzročijo elektromagnetne indukcijske tokove v premikajoči prevodni tekočini in obratno. Pojav MHD opisujejo Navier-Stokove enačbe dinamike fluidov in Maxwellove enačbe elektromagnetizma.
Primer MHD-ja, slana voda, ki teče čez most Waterloo v londonu vpliva na zemeljsko magnetno polje in povzroči razliko potencialov na nasprotnih bregovih. Michael Faraday je poizkusil s tem experimentom, vendar je bil tok premajhen za takratno merilno opremo.

## Uporaba
Področja, kjer se uporablja MHD: zlivanje jeder - fuzija (plazma), hlajenje jedrskih reaktorjev s tekočimi kovinami, elektomagnetično litje in marsikje drugje.
MHD pogon je način pogona morskih plovil brez gibajočih delov, samo z uporabo električne in magnetnega polja. Deluje na principu elektrifikacije propelanta (reakcijske mase), ki se je potem usmerja z magnetnim poljem in potisne plovilo v nasprotno smer. Obstajajo prototipi s tem mehanizmom, koncept do sedaj ni praktično uporaben. Prvi prototip je izdelal Steward Way leta 1965. Hotel je izdelati nov način tihega pogona za podmornice. V 1990ih je Mitsubishi izdelal ladjo Yamato 1, ki jo poganja s helijem hlajeni superprevodnik in lahko potuje 15 km/h.
MHD Generator je koncept povečanja termodinamičnega izkoristka pri npr. termoelektrarni na premog. Termična in kinetična energija se spremenita v električno po načelu magnetohidrodinamike. Generatorji obratujejo pri visokih temperaturah brez gibljivih delov (za razliko od navadnih generatojev). Visokotemperaturni izpuh iz MHD generatorjev lahko uparja paro kot pri konvencionalni termoelektrarni na Rankinov cikel. S tem dodatnim ciklon lahko porabimo manj goriva. Obstajo tudi tehnične težave pri uporabi le-tega  Vendar so na voljo dodatni cikli, ki so cenejši in bolj efektivni npr plinsko-parne turbine.
Izkoristek MHD generatorjev je 22% (največ 40%) za zaprte cikle, 17% za odprte cikle, kar ni posebej veliko.